# Sainte-Barbe, Québec
Sainte-Barbe är en kommun i provinsen Québec i Kanada. Den ligger i regionen Montérégie, i den sydöstra delen av landet, 120 km öster om huvudstaden Ottawa. Antalet invånare var 1 609 vid folkräkningen 2021. Landarean är 40 kvadratkilometer.